# Nossa Senhora da Ortiga
Nossa Senhora da Ortiga é uma das designações atribuídas à Santíssima Virgem Maria após a aparição que ocorreu no século XVIII a uma pastorinha muda, no lugar da Ortiga, na freguesia de Fátima, em Portugal.

## História das aparições

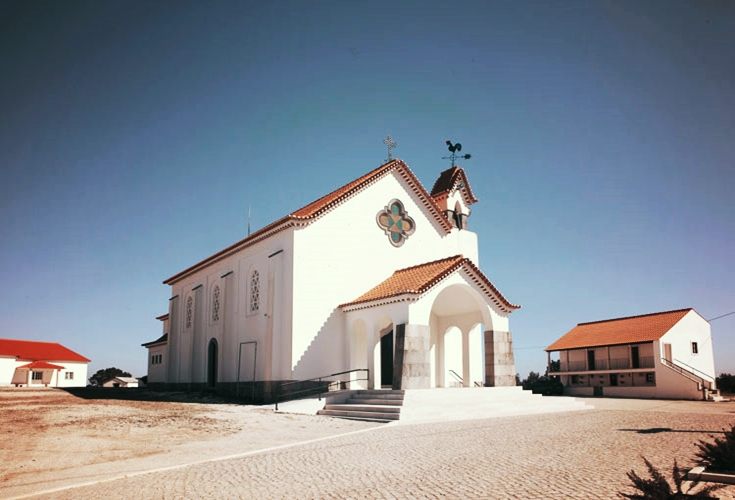
O Santuário de Nossa Senhora da Ortiga, no lugar da Ortiga (Fátima).

De acordo com a tradição, a Virgem Maria apareceu por volta do ano de 1758 – no lugar onde atualmente se ergue o Santuário de Nossa Senhora da Ortiga – a uma pastorinha que andava a guardar o seu rebanho e a quem pediu uma ovelhinha. A menina, que era muda de nascença, sentiu a sua língua soltar-se e respondeu à Senhora que não Lhe daria a ovelha sem a permissão do seu pai que morava no Casal de Santa Maria. Então, a menina foi a correr para contar ao pai o pedido da Senhora, o qual se encheu de espanto e de alegria por ver a filha conseguir falar e logo lhe ordenou que fizesse tudo o que a Senhora pedisse. A pastorinha regressou ao local da aparição para falar à Mãe de Deus que, em resposta, lhe pediu que fosse construída uma capela naquele lugar e onde prometeu que haveria de conceder muitas graças. Tendo ido o pai da menina ao local por esta indicado, encontrou uma imagem da Virgem Maria sobre uma pedra entre urtigas (ou ortigas) e que levou consigo para o Casal de Santa Maria, mas a imagem desapareceu dali para ser vista novamente no local original entre as urtigas.
Foi construída uma pequena capela no local da aparição de Nossa Senhora, a qual, depois, foi ampliada dando lugar a um santuário.

## Indulgência papal
Em 1801, o Papa Pio VII concedeu uma indulgência plenária (por ocasião do encerramento do atribulado Ano Jubilar de 1800) a todos os peregrinos que visitem o referido santuário mariano no primeiro Domingo de Julho e nos dois dias seguintes, sendo que os fiéis devem observar as condições prescritas: terem-se confessado previamente, terem recebido a Sagrada Comunhão (em estado de graça) e rezarem pelo Sumo Pontífice. Esta indulgência pode lucrar-se todos os anos.

## Festa litúrgica
A festa em honra de Nossa Senhora da Ortiga realiza-se, anualmente, no primeiro Domingo de Julho. Nesta data, e nos dois dias seguintes, a população da freguesia de Fátima, para além de cumprir algumas promessas e assistir às cerimónias religiosas, partilha uma refeição comunitária.